# Dark Is the Night
«Dark Is The Night For All» es el segundo sencillo del álbum Memorial Beach (1993), quinto álbum de A-ha. Es la primera canción del álbum.
Dark Is The Night For All es quizás una de las canciones más recordadas del álbum, y quizás una de las más tocadas de este álbum, e incluso hay una versión en vivo cuando a-ha tocó en Osaka, Japón el año 2000, en su primer concierto luego de regresar de su separación. a-ha no tocó la canción hasta el 2005, tocándola en casi todos sus conciertos al 2008.

## Video
- Dirección: Erick Ifergan.
- Video censurado por MTV por sus imágenes "perturbadoras" (personas en extrañas posiciones, un hombre puesto sobre unas varillas, formas extrañas volando por todos lados, parecidas a giroscopios con la banda tocando y Morten cantando sin mucha ropa, un hombre marcando con la cabeza una línea (como tiza) a Morten le sale del estómago una mano que luego rasga su piel).
- Versiones: 2 versiones, la "perturbadora" y la segunda, editada para MTV para no mostrar las "escenas fuertes" de la versión anterior, con más escenas de Morten y sin tantas escenas perturbadoras.
- No disponible comercialmente.

## Sencillo en vinilo de 7"
- Sencillo de Alemania de 7"

Presenta a Dark Is The Night For All (3:45) y la versión instrumental normal de Angel In The Snow (4:15).
- Sencillo de UK de 7"

Presenta a Dark Is The Night For All (3:45) y la versión instrumental normal de Angel In The Snow (4:15).

## Sencillos en CD
- Sencillo de Alemania de 5"

Presenta a Dark Is The Night For All (3:45), junto con I've Been Losing You y Cry Wolf en vivo de "Live In South America" y la versión normal instrumental de Angel In The Snow (4:05).
- Sencillo de Japón de 3"

Presenta a Dark Is The Night For All (3:45) y la versión instrumental normal de Angel In The Snow (4:15).
- Promoción en Japón y Estados Unidos de 5"

Presenta solamente a Dark Is The Night For All (3:45).
- Sencillo de Taiwán de 5"

Presenta a Dark Is The Night For All (3:45), junto con I've Been Losing You y Cry Wolf en vivo de "Live In South America" y la versión normal instrumental de Angel In The Snow.
- Sencillo en UK de 5"

Tiene 2 CD y presenta a:
CD 1:
- 1. Dark Is The Night For All
- 2. I've Been Losing You (Live In South America)
- 3. Cry Wolf (Live In South America)
- 4. Angel In The Snow (Instrumental)

CD 2:
- 1. Dark Is The Night
- 2. The Sun Always Shines On T.V. (Live In South America)
- 3. Hunting High And Low (Remix)
- 4. Crying In The Rain

- Promoción en Estados Unidos de 5"

Presenta solamente a Dark Is The Night For All (3:45).

## Sencillo en casete
- Sencillo en UK

Presenta a Dark Is The Night For All (3:45) y la versión normal instrumental de Angel In The Snow (4:15).
- Sencillo en los Estados Unidos

Presenta a Dark Is The Night For All (3:45) y a la canción Between Your Mama And Yourself (4:12)
- Datos: Q5223287